# Lovište
Lovište je naselje na poluotoku Pelješcu u općini Orebić u Dubrovačko-neretvanskoj županiji.

## Zemljopisni položaj
Lovište je krajnje pelješko naselje, smješteno u uvali na samom zapadu poluotoka. Područje Lovišta u odnosu na ostali dio Pelješca ima vrlo blagi reljef. Brda ne prelaze 200 m nadmorske visine i blagih su padina.

## Povijest
Iako je naselje nastalo u 19. stoljeću, ovaj prostor prvi se put spominje 15. veljače 1333. godine u dvije povelje bosanskog bana Stjepana II. Kotromanića u kojem on ustupa Dubrovniku Rat[što?] i Prevlaku. Tom prilikom ban Stjepan daruje Dubrovniku »...sav Rat i Ston i Prevlaku i otoke koji su oko Rata, i sa svim što se nalazi unutar Rata i Prevlake - i gore i polja, dubrave, šume, trave, vode, sela, i sve što je od Prevlake do Loišta..." U drugoj povelji, napisanoj pod Srebrenikom isti dan, bosanski ban Stjepan II. izvještava Dubrovčane da im dijeli i daruje cijeli Stonski rat s Prevlakom sve do rta Loišta (lat. Loyste).
Lovište je kroz povijest bilježeno u raznim varijantama sadašnjeg naziva: na jednoj karti Anta Kapora (Stato di Ragusi, Bocca di fiume Narenta, isola di Lessina e Curzola, Venecija, 1690. godine) ovaj prostor ubilježen je pod nazivima Capo Louiscta i P. Louischia. Lovište se, također kao rt, spominje i na jednoj karti Hercegovine koju je izradio neki natporučnik B. Vukasović 1788. godine u Beču.
Sadašnje Lovište sredinom 19. stoljeća osnovali su doseljenici s otoka Hvara koji su umjesto iseljavanja u Ameriku izabrali odlazak na Pelješac. Tim stanovnicima poslije su se pridruživali doseljenici iz Nakovnja.
Prvi doseljenik u Lovištu bio je 1878. godine Ante Visković iz hvarskog sela Gdinja.
Prva crkva u Lovištu sagrađena je 1926. godine, a groblje 1935. Škola je osnovana 1928. godine i djeluje do danas, uz kraći prekid za vrijeme Drugog svjetskog rata. Naselje je struju dobilo 1963., a vodovod 1980. godine. Lovište je s kopna bilo izolirano sve do 1973. godine kada je izgrađena prva cesta; do tada se u selo moglo doći jedino morskim putem.

## Klima
Zahvaljujući zemljopisnom položaju i karakteristikama reljefa, na predjelu Lovišta padaline su rijetke, a broj sunčanih sati velik. Prema nekim izvorima taj broj se penje i do 3000 sunčanih sati godišnje, što je više čak i od najsunčanijeg otoka Hvara.

## Flora i fauna
Najzastupljenija je sredozemna flora, šikare i makije te primorske crnogorične šume hrasta crnike i bora.  
U akvatoriju uz obalu Lovišta mogu se naći naselja morske trave posidonije i zaštićena vrsta školjke periske koju se može naći isključivo u čistom moru.
Na zapadnom djelu poluotoka Pelješca, u području Lovišta, do sada je zabilježeno preko 100 vrsta ptica. Od ostalih životinjskih vrsta najpoznatije su čagalj (lat. Canis aureus), indijski mali mungos (lat. Herpestes javanicus), sivi puh (lat. Myoxus glis), zec (lat. Lepus europaeus), divlja svinja (lat. Sus scrofa), blavor (lat. Pseudopus apus), crni kos (lat. Turdus merula), žaba zelena krastača (lat. Bufo viridis), sredozemni galeb (lat. Larus audouinii) te sova ušara (lat. Bubo bubo).

## Stanovništvo
Prema popisu stanovništva iz 2001. godine u Lovištu u 78 domaćinstava obitavaju 244 stanovnika, uglavnom Hrvata katolika.
| broj stanovnika |       |       |       | 12    | 9     | 109   | 216   |       | 184   | 193   | 208   | 187   | 196   | 242   | 244   | 228   | 187   |
|                 | 1857. | 1869. | 1880. | 1890. | 1900. | 1910. | 1921. | 1931. | 1948. | 1953. | 1961. | 1971. | 1981. | 1991. | 2001. | 2011. | 2021. |

## Gospodarstvo
Zahvaljujući povoljnoj klimi i velikom broju sunčanih sati, Lovište ima dugačku tradiciju turizma koja datira još od 1935. godine kada su prvi turisti došli u ovaj kraj. U Lovištu se danas mogu naći brojni obiteljski pansioni, auto-kampovi, restorani, konobe i barovi. 
Osim turizma, mještani se bave i ribarstvom te uzgojem maslina i proizvodnjom maslinovog ulja. Oko naselja postoje brojni maslinici s preko 10 000 stabala masline.

## Obrazovanje
S obzirom na to da u naselju trenutno obitava petnaestak djece predškolskog uzrasta, a zbog povećanog broja mladih se očekuje daljnji prirodni rast mjesta, u Lovištu je predviđena gradnja osnovne škole zbog čega su izrađeni idejni projekti.

## Vanjske poveznice
- Turistička zajednica Lovišta  Arhivirana inačica izvorne stranice od 15. srpnja 2014. (Wayback Machine)
- Lovište – Pelješac  Arhivirana inačica izvorne stranice od 10. ožujka 2009. (Wayback Machine)